# Lars-Erik Eriksen
Pour les articles homonymes, voir Eriksen.
Lars-Erik Eriksen, né le 29 décembre 1954 à Oslo, est un fondeur norvégien.

## Biographie
Il est membre du club Bjerke Il, à Nannestad.
Aux Championnats du monde 1978, pour son premier grand rendez-vous, Eriksen gagne la médaille de bronze avec le relais et obtient une cinquième place au cinquante kilomètres comme meilleur résultat individuel.
Aux  olympiques d'hiver de 1980 à Lake Placid, il remporte la médaille d'argent au relais avec Per Knut Aaland, Ove Aunli et Oddvar Brå, tandis qu'il finit au pied du podium au cinquante kilomètres, arrivant quatrième. Cette année, il gagne aussi son premier titre national au cinquante kilomètres.
Il réalise sa meilleure compétition lors des Championnats du monde 1982 à Oslo, où il cumule trois médailles à son compteur : en argent sur le trente kilomètres, en bronze sur le cinquante kilomètres et en or sur le relais (partagé avec l'URSS).
En 1984, il court aux Jeux olympiques de Sarajevo, mais n'y remporte aucune médaille (sixième du trente kilomètres et quatrième du relais notamment). En 1984, la Médaille Holmenkollen lui est tout de même décernée, tandis qu'il est vainqueur de son unique manche de Coupe du monde au quinze kilomètres de Lahti au mois de mars devant Thomas Wassberg, Eriksen étant pourtant plus spécialiste des épreuves plus longues. En 1984, il s'impose aussi au Festival de ski de Holmenkollen (15 kilomètres) et le titre de champion de Norvège du cinquante kilomètres (son quatrième au total).
Il prend sa retraite sportive en 1988, puis se reconvertit en tant qu'entraîneur, s'occupant notamment de Bjørn Dæhlie, un des meilleurs fondeurs de l'histoire.

## Palmarès

### Jeux olympiques
| Épreuve / Édition | Lake Placid 1980 | Sarajevo 1984 |
| 15 km             | 10e              |               |
| 30 km             | 10e              | 6e            |
| 50 km             | 4e               | 11e           |
| Relais 4 × 10 km  | Argent           | 4e            |

### Championnats du monde
| Épreuve / Édition | Lahti 1978 | Oslo 1982 |
| 30 km             |            | Argent    |
| 50 km             | 5e         | Bronze    |
| Relais 4 × 10 km  | Bronze     | Or        |

### Coupe du monde
- Meilleur classement général : 8e en 1984.
- 4 podiums individuels : 1 victoire, 2 deuxièmes places et 1 troisième place.

#### Détail de la victoire
| Date        | Lieu  | Pays     | Discipline |
| ----------- | ----- | -------- | ---------- |
| 2 mars 1984 | Lahti | Finlande | 15 km      |

#### Classements par saison
| Saison | Classement général |
| ------ | ------------------ |
| 1982   | 11e                |
| 1983   | 29e                |
| 1984   | 8e                 |
| 1985   | 51e                |